# スーパーマン (2025年の映画)
『スーパーマン』（Superman）は、DCコミックスを原作とする2025年のアメリカ合衆国のスーパーヒーロー映画。DCユニバース（DCU）の第1作目であり、『スーパーマン』シリーズのリブート作品となる。ジェームズ・ガンが脚本と監督を務め、クラーク・ケント / スーパーマン役のデヴィッド・コレンスウェットをはじめ、レイチェル・ブロズナハン、ニコラス・ホルト、エディ・ガテギ、アンソニー・キャリガン、ネイサン・フィリオン、イザベラ・メルセードらが出演する。この映画では、エイリアンの遺産と人間の家族を和解させるスーパーマンの旅が描かれる。
DCエクステンデッド・ユニバース（DCEU）映画『マン・オブ・スティール』（2013年）の続編の制作は2014年10月までに開始され、ヘンリー・カヴィルがスーパーマン役を再演することが決まっていた。『ジャスティス・リーグ』（2017年）の製作が難航したことで計画は変更され、『マン・オブ・スティール』続編は2020年5月までに前進することはなくなった。ガンは2022年8月頃から新しいスーパーマン映画の制作を開始した。10月にはプロデューサーのピーター・サフランとともにDCスタジオ12月にガン監督が脚本を担当することが明らかになった。翌月には『Superman: Legacy』というタイトルが発表され、ガンが2023年3月に監督を務めることが決定、同年6月にはコレンスウェットとブロズナハンがキャスティングされた。2024年2月末にはサブタイトルは外され、ノルウェーで撮影が開始された。製作は主にジョージア州アトランタのトリリス・スタジオで行われ、ジョージア州とオハイオ州を中心にロケが行われた。撮影は7月に終了した。この映画は、グラント・モリソンとフランク・クワイトリーらによるコミック『オールスター:スーパーマン』（2005年 - 2008年）からインスピレーションを得ている。2025年7月11日に米国・日本で同時公開。DCUの第1章「ゴッズ・アンド・モンスターズ」の第1作映画となる。
DCユニバース内ではスーパーマンが地球に来る前よりスーパーヒーローが存在したという設定となる。映画においてはスーパーマンがなぜ地球に来たのかは描かず既に地球に現れてから3年経っており、クラークとロイスは既に出会っているほか、スーパーマンとレックスは既に敵対している。

## あらすじ
この映画は、クリプトン人の遺産と、カンザス州スモールビルで養子となった人間の家族との和解を目指す、クラーク・ケント／スーパーマンの旅を描いている。

## 登場人物

### 主要人物
クラーク・ケント / カル＝エル / スーパーマン
演 - デヴィッド・コレンスウェット、日本語吹替 - 武内駿輔
クリプトン人の生き残りの青年にして、最強の能力を持つメタヒューマン。実親がクリプトン星滅亡間際に幼い彼を地球へ転送し、その後はカンザス州にてジョナサン、マーサ・ケント夫妻に拾われて育った。成人後はデイリープラネット社で記者として勤務しながらスーパーマンとして活動しているが、周囲の人々の誹謗中傷に悩みながら活動している。
ロイス・レイン
演 - レイチェル・ブロズナハン、日本語吹替 - 種﨑敦美
デイリー・プラネットのフォトジャーナリスト。クラークと恋人関係になる。
クラークの正体と人間性を知る数少ない人物でもある。
レックス・ルーサー
演 - ニコラス・ホルト、日本語吹替 - 浅沼晋太郎
ルーサー・コープスのCEOであり世界的な企業家で、スーパーマンの宿敵。ありとあらゆる手段を用いて、スーパーマンを精神的にも社会的にも追い詰めていく。作品終盤で悪事をデイリー・プラネットに報道され、ベル・レーヴ刑務所に送られる。

#### ジャスティス・ギャング
マイケル・ホルト / ミスター・テリフィック
演 - エディ・ガテギ、日本語吹替 - 諏訪部順一
ハイテク武器を駆使し戦い、チームの頭脳でもあるヒーロー。ジャスティス・ギャングの実質的リーダー。
ガイ・ガードナー / グリーン・ランタン
演 - ネイサン・フィリオン、日本語吹替 - 東地宏樹
特殊なパワーリングを駆使しながら戦うヒーローであり、グリーン・ランタンの一人。ジャスティス・ギャングのリーダーは自分だと主張している。
ホークガール
演 - イザベラ・メルセード、日本語吹替 - 松岡美里
飛行能力を有するヒーロー。トゲ鉄球が付いた杖が武器。

### メタヒューマン
レックス・メイソン
演 - アンソニー・キャリガン、日本語吹替 - 津田健次郎
別名エレメントマン。体内の元素を様々な形や鉱物·物質に変換できる超人。ポケットユニバースにて拘束されており、身体をクリプトナイトに変化させ、収監されたスーパーマンを苦しめる。作品終盤でジャスティス・ギャングのメンバーとなる。
ベイビー・ジョーイ
レックス・メイソンの息子。ルーサーに人質として拘束されている。

### デイリー・プラネット新聞社
ペリー・ホワイト
演 - ウェンデル・ピアース、日本語吹替 - 楠見尚己
クラークが務める新聞社デイリー・プラネットの編集長。
ジミー・オルセン
演 - スカイラー・ギソンド、日本語吹替 - 下野紘
デイリー・プラネットのフォトジャーナリスト。
キャット・グラント
演 - ミカエラ・フーヴァー、日本語吹替 - 櫻庭有紗
デイリー・プラネットのコラムニスト。
スティーブ・ロンバード
演 - ベック・ベネット、日本語吹替 - 志村知幸
デイリー・プラネットのスポーツライター。
ロン・トループ
演 - クリストファー・マクドナルド、日本語吹替 - 山下タイキ
デイリー・プラネットのリポーター。

### ルーサー・コープス
イブ・テシュマッカー
演 - サラ・サンパイオ、日本語吹替 - ファイルーズあい
レックスの恋人で人気インフルエンサー。
デイリー・プラネットのジミーに惚れ込んでおり、彼にルーサーの情報を提供する。
オーティス・バーグ
演 - テレンス・ルーズモア、日本語吹替 - 武田太一
レックスの部下。
シドニー・ハパーソン
演 - スティーブン・ブラックハート、日本語吹替 - 田所陽向
レックスの部下。
ミスター・ハンサム
演 - トレバー・ニューリン
ルーサーが作り出した白い怪物。ポケットユニバースでの移動の運転者として使われている。

#### プラネット・ウォッチ
アンジェラ・スピカ / エンジニア
演 - マリア・ガブリエラ・デ・ファリア、日本語吹替 - 行成とあ
レックスの手下。ナノテクノロジーによって強化され、身体を武器に変化できる能力を持つ。
ウルトラマン / ボラビアのハンマー
演 - デヴィッド・コレンスウェット、日本語吹替 - 乃村健次
レックスの手下。胸に「U」の文字が描かれたアーマーを着た謎の人物。
その正体は、クラークの髪のDNAから生み出され、その能力と凶暴性を増幅されたクラークのクローン。
ラプターズ兵士
声 - マイケル・ローゼンバウム

### クラーク・ケントの家族
ジョナサン・ケント
演 - プルイット・テイラー・ヴィンス、日本語吹替 - ささきいさお
クラークの養父。愛称はジョン。
マーサ・ケント
演 - ネヴァ・ハウエル、日本語吹替 - 宮沢きよこ
クラークの養母。

### クリプトン星の関係者
クリプト・ザ・スーパードッグ
演 - ジョリーン
カーラ・ゾー＝エルが飼っているスーパードッグ。
スーパーマンと同様のスーパーパワーを持っているが、カル＝エルの言う事をあまり聞かない。
ジョー＝エル
演 - ブラッドリー・クーパー
カル＝エルの実父。
ララ・ロー＝ヴァン
演 - アンジェラ・サラフィアン
カル＝エルの実母。
カーラ・ゾー＝エル / スーパーガール
演 - ミリー・オールコック（クレジットなし）、日本語吹替 - 永瀬アンナ
スーパーマンと同様のスーパーパワーを持っている、カル＝エルの従姉妹。クリプトの本当の飼い主でもあるが、世話をカル＝エルに押し付けている。赤い太陽の星で旅をしている。

#### 孤独の要塞
スーパーマン・ロボット4号（ゲイリー）
声 - アラン・テュディック、日本語吹替 - 河本邦弘
スーパーマン・ロボット12号
声 - グレイス・チャン、日本語吹替 - 小白川愛菜
スーパーマン・ロボット1号
声 - マイケル・ルーカー、日本語吹替 - 大下昌之
スーパーマン・ロボット5号
声 - ポム・クレメンティエフ、日本語吹替 - 森谷彩子
スーパーマン・ロボット
声 - ジェニファー・ホランド（クレジットなし）
スーパーマンを支えるロボット達。

### その他
バジル・グルコス
演 - ズラッコ・ブリッチ、日本語吹替 - 千葉繁
ボラビア共和国の大統領。裏ではルーサーと通じており、圧倒的武力で反乱勢力を鎮圧しようと目論んでいる。
リック・フラッグ・Sr.
演 - フランク・グリロ、日本語吹替 - さかき孝輔
A.R.G.U.S.の新長官。
マックスウェル・ロード
演 - ショーン・ガン、日本語吹替 - 佐藤せつじ
ヒーローチーム「ジャスティス・ギャング」に資金を提供するロードテックの社長であり億万長者のビジネスマン。
マリク・アリ
演 - Dinesh Thyagarajan、日本語吹替 - 長田庄平（チョコレートプラネット）
愛称はマリ。メトロポリスに住むサンドイッチ屋の店主。スーパーマンに助けられた過去がある。
クレアビス・ソーンウェイト
演 - マイケル・イアン・ブラック
深夜テレビ司会者。
メトロポリス市民
演 - TBA、日本語吹替 - 松尾駿（チョコレートプラネット）
テレビリポーター
演 - ウィル・リーヴ（カメオ出演）
クリストファー・スミス / ピースメイカー
演 - ジョン・シナ（クレジットなし）、日本語吹替 - 大塚明夫

## スタッフ
- 監督・脚本：ジェームズ・ガン
- 製作：ピーター・サフラン
- 製作総指揮：チャールズ・ローヴェン、ラーズ・R・ウィンテル
- 音楽：ジョン・マーフィ（英語版）
- 撮影監督：ヘンリー・ブラハム（英語版）
- 編集：ウィリアム・ホイ、ジェイソン・バランタイン（英語版）
- キャスティング：ジョン・パンシデラ（英語版）
- 衣装デザイナー：ジュディアンナ・マコフスキー
- 視覚効果監修：ステファン・セレッティ
- スタント：ウェイン・ダルグリッシュ、アダム・ハート
- 制作：DCスタジオ

## 製作

### 背景
ワーナー・ブラザース・ピクチャーズは、2012年にDCコミックスのキャラクタースーパーマンを元にした映画『マン・オブ・スティール』をきっかけとしたシェアードユニバースの構築を計画しており、これは後にDCエクステンデッド・ユニバース（DCEU）として知られるようになる。2014年10月にDC映画の全ラインナップを発表し、『マン・オブ・スティール』がスタジオの財務予測を満たさなかったため、DCEU第2弾として『バットマン vs スーパーマン ジャスティスの誕生』（2016年）を優先した。これにもかかわらず、『マン・オブ・スティール』の公開時期未定の続編を企画中であり、ヘンリー・カヴィルがクラーク・ケント / スーパーマンの役を再演する予定であると述べた。『マン・オブ・スティール』の監督であるザック・スナイダーは、『バットマン vs スーパーマン』の製作が始まる前から、続編に第1作で捕らえられたクリプトン人とブレイニアックというキャラクターを敵役として検討していたと述べた。『マン・オブ・スティール』の続編は、2016年8月にスタジオの最優先事項として積極的に企画されていたことを、カヴィルのマネージャーのダニー・ガルシアが翌月に認めた。『マン・オブ・スティール』でロイス・レインを演じたエイミー・アダムスは、11月にスタジオが脚本を執筆中であると述べた。マシュー・ヴォーンは、ワーナーブラザーズから映画の監督の第1候補とされており、2017年3月までに暫定的な話し合いが行われていた。ヴォーンとコミック・ブックライターのマーク・ミラーは、『マン・オブ・スティール』の企画前にスーパーマンの新3部作を提案しており、そこではスーパーマンが地球で成長するまではクリプトン星の破壊が起こらないことになっていた。DCEUの映画『ジャスティス・リーグ』（2017年）の製作上の問題の後、ワーナーブラザーズはDCのプロジェクトの見直しを行なった。2017年末時点で、『マン・オブ・スティール』の続編は「今すぐには、あるいは全く」公開されない状態であった。『ジャスティス・リーグ』のプロデューサーであるチャールズ・ローヴンは、物語の構想については話し合われていたが、脚本はなかったと述べた。
2018年7月の『ミッション:インポッシブル/フォールアウト』の公開前、監督のクリストファー・マッカリーと出演者のカヴィルが、アニメ映画『カールじいさんの空飛ぶ家』（2009年）に部分的に影響を受けたスーパーマンの新作の構想を売り込んだが、ワーナーブラザーズはその構想を採用しなかった。2018年後半、ジェームズ・ガンがスタジオからスーパーマンの映画の脚本・監督を依頼されたが、キャラクターを引き受けたいか不確実であった。とりわけ、『ガーディアンズ・オブ・ザ・ギャラクシー』を脚色したマーベル・スタジオの映画『ガーディアンズ・オブ・ギャラクシー』（2014年）とは異なり、スーパーマンがよく知られたキャラクターであるために、明確な構想が無かった。ガンはその代わりに『ザ・スーサイド・スクワッド』（2021年）を選び、「より簡単な道」と呼んだ。9月、『シャザム!』（2019年）のカメオ出演に向けたカヴィルの再演のための交渉は、契約上の問題と、カヴィルの『フォールアウト』出演とのスケジュールの衝突から決裂した。カヴィルはスタジオを離れると報じられており、将来のプロジェクトで役を再演する予定はないとされたが、カヴィルは2019年11月にキャラクターを諦めておらず、役に正義を果たしたいと述べた。当時、ワーナー・ブラザースはこのキャラクターをどの方向に進めていくかを迷っており、ワーナー・ブラザースの親会社であるワーナー・メディアと包括的な契約を結んだ会社であるバッド・ロボットのJ・J・エイブラムスや、このキャラクターの黒人版として自らを売り込んだマイケル・B・ジョーダンなど、「知名度の高い才能」と協議していた 。2020年3月までにワーナーブラザーズは『マン・オブ・スティール』の続編の企画を中止したが、カヴィルは異なるDC映画への出演交渉に入った。2021年2月、タナハシ・コーツがエイブラムス製作のスーパーマンの新作映画の脚本を執筆していることが明らかになった。この映画では黒人俳優がスーパーマンを演じるだろうと予想され、ジョーダンがその役を演じる可能性があった。

### 企画

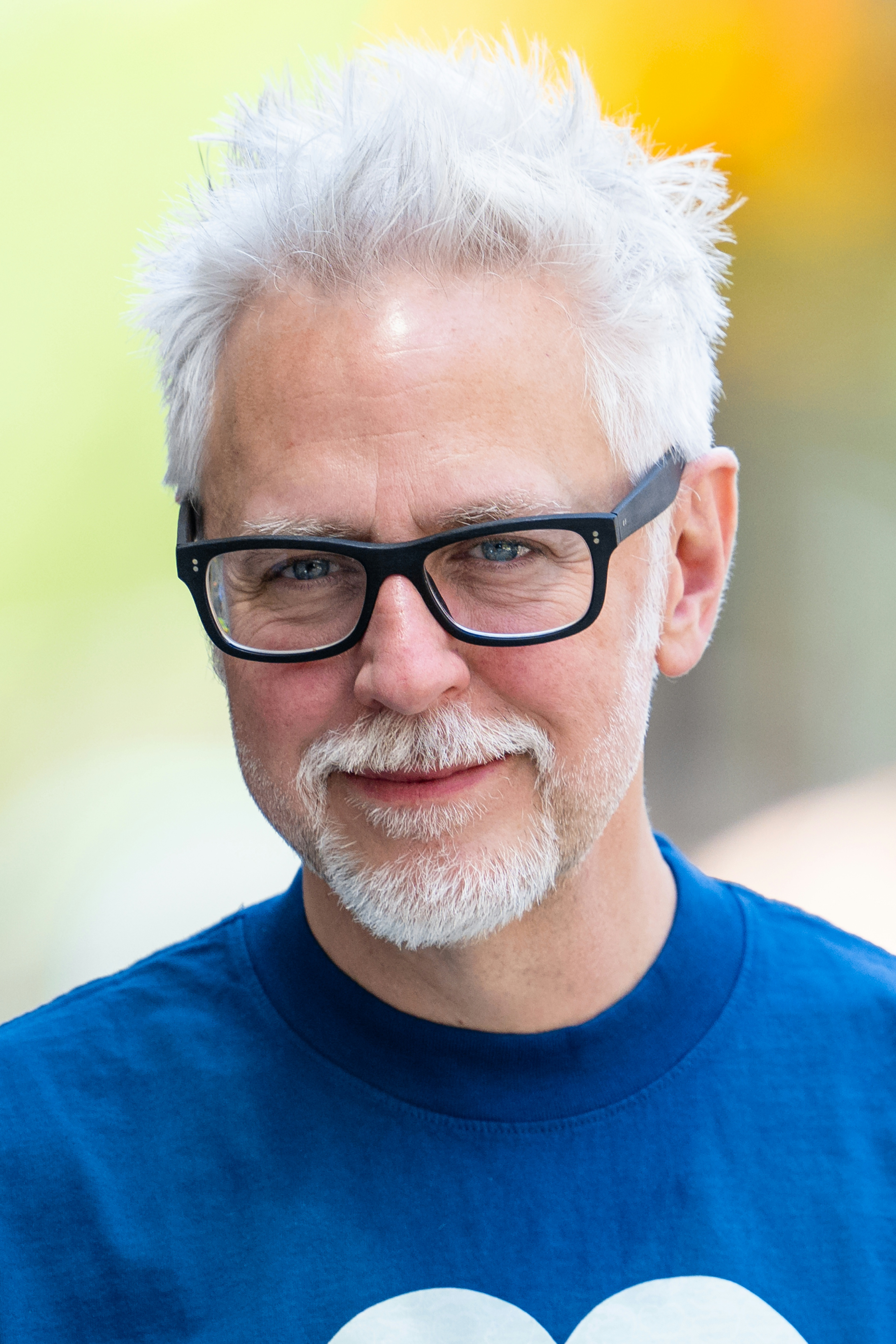
2022年8月に映画に着手し、2024年6月の撮影期間中に撮影された脚本および監督のジェームズ・ガン。

2022年4月、ディスカバリーとワーナー・メディアは、会長兼CEOのデヴィッド・ザスラヴが率いるワーナー・ブラザース・ディスカバリー（WBD）へと統合した。新会社はDCエンターテインメントの再編が予想され、ザスラヴはマーベル・スタジオ代表のケヴィン・ファイギと同等に新子会社を率いることのできる人物の調査を始めた。ザスラヴとWBDは、 DCには 「統率のとれたクリエイティブとブランド戦略 」が欠けており、スーパーマンを過小評価していると感じていた。ガンは長年にわたり、もし次の機会があった場合、スーパーマンにどのようにアプローチするかを考えており、2022年の8月下旬頃には、『マン・オブ・スティール』の続編ではないDCEUから独立したスーパーマンへの映画に取り組むために雇われた。ガンの脚本執筆中、ザスラヴは一緒に時間を過ごしていた。
カヴィルが2022年10月公開のDCEU映画『ブラックアダム』でカメオ出演し、ワーナー・ブラザーズがカヴィル主演の『マン・オブ・スティール』続編を再検討していると報じられた。ローヴンが製作を努めており、スタジオは脚本家を探していた。マッカリーの監督を望んだが、ミッション:インポッシブルシリーズとの契約によりその可能性は低いとされた。コーツの映画は依然企画中であった。カヴィルの『ブラックアダム』での役割は、ワーナー・ブラザーズ映画のチーフであるマイケル・デ・ルカとパメラ・アブディが『ブラック・アダム』主演のドウェイン・ジョンソンから直接打診を受けた際に承認した。ジョンソンはカヴィルと共演するブラックアダム VS スーパーマンの映画の構想を推進し始めた。後者は『ブラックアダム』のために単発契約を結び、DCEUでこのキャラクターを演じ続けるという口約束を得ただけだった。カヴィルは将来のプロジェクトでスーパーマン役として戻ってくると公に発表し、『ブラックアダム』でのカメオは将来の計画のうちの「ほんの一部」と述べた。スーパーマンは「非常に喜びに満ちて」前進していくだろうとも述べた。その頃、スティーヴン・ナイトが続編の草稿を執筆し、報道によれば敵としてブレイニアックが含まれていたが、ワーナー・ブラザーズの幹部らは乗り気ではなかった。マイケル・ベイがこの映画の監督になる可能性があると目されていた。
2022年10月末、ガンと『ザ・スーサイド・スクワッド』プロデューサーのピーター・サフランが新たに組織されたDCスタジオの共同代表および共同CEOを務めることが発表された。就任後の週、2人はDCEUをソフトリブートした新たなDCユニバース（DCU）の8年から10年計画を企画し始めていた。11月半ば、ガンが新たなDC映画を執筆していることが公式に明らかにされた。DCEU映画『ザ・フラッシュ』（2023年）の監督であるアンディ・ムスキエティが、リチャード・ドナーが監督を務めた映画『スーパーマン』（1978年）と似たトーンのスーパーマンのプロジェクトを監督することに興味を示した。11月上旬、カヴィルはスーパーマンの地球の人々に「与え、愛する才能」と、他者にインスピレーションを与えることを探求する将来のプロジェクトに興味を示し、将来の機会を協議するためにガンと会合への期待を述べた。ガンとサフランの計画が進行していたため、『マン・オブ・スティール』の続編作業はその月の後半に停滞した。
2022年12月、ガンはDCスタジオにとってスーパーマンが最大ではないにしても大きな優先事項であると述べ、新しいスーパーマンの映画を執筆していることが正式に発表された。映画はキャラクターの若年期に焦点があたるとされ、そのためにカヴィルではなくなった。ガンが監督を務める可能性もあった。スーパーマンのオリジンは語られず、ロイス・レインのような鍵になるキャラクターと交流する、若き記者としての彼に焦点があたる。ガンとサフランはカヴィルに会って彼らの決定を説明し、将来的に異なる役で彼と取り組む可能性が検討された。2023年1月31日、ガンとサフランはチャプター1: ゴッズ・アンド・モンスターズから始まるDCUの計画の最初のプロジェクトを明らかにした。彼らのスーパーマンの映画がそのチャプターの最初の映画で、正式なタイトルは『Superman: Legacy』であった。2025年7月11日に公開日が設けられ、それはガンの亡き父の誕生日でもあった。サフランはガンが映画の監督を務めることを希望した。ガンは『Superman: Legacy』がとりわけグラント・モリソンとフランク・クイットリーによるコミック『オールスター:スーパーマン』（2005 - 2008年）から影響を受けていると述べた。また、1940年代のアニメシリーズ『スーパーマン』（1941 – 1943年）と『Superman: The Animated Series』（1996 – 2000年）、「Superman: Birthright」（2003 – 2004年）、「ブレイニアック」のストーリーアーク（2008年）、「Superman: Ending Battle」（2002）、「Superman for All Seasons」（1998年）、「Kingdom Come」（1996年）、モリソンによる「Action Comics」の連載、および「Whatever Happened to the Man of Tomorrow?」（1986年）などのその他のコミックからも影響を受けている。
DCUの脚本家であるトム・キングは、2023年3月にガンが映画の監督も務めていると述べ、ガンは同月後半にこれを認めた。その時点で、サフランがこの映画をプロデュースすることが確認されており、自身のプロダクションであるサフラン・カンパニーを通じてそれを行い、ガンもまた自身のプロダクションであるトロール・コート・エンターテインメントを通じてプロデュースを行っていた。ガンは、サフランや他の人々からの励ましにもかかわらず、スーパーマンの遺産である貴族的なクリプトン人の両親とカンザス州スモールヴィル出身の農家の養父母に焦点を当てることで、キャラクター描写にどのように影響するかを理解するまで、この映画を監督することをためらっていた。ガンは亡き父を思い、映画のこの側面に感情的な繋がりを感じ、4月には映画のトーンは『ガーディアンズ・オブ・ギャラクシー』シリーズ（2014 - 2023年）とは異なるだろうと述べ、スーパーマンの犬のクリプトの登場を示唆した。

### プリプロダクション
プロダクションデザイン、コスチューム・デザインとキャスティングが2023年4月に始められた。プロダクションデザイナーのベス・ミックルとコスチューム・デザイナーのジュディアンナ・マコフスキーが『ザ・スーサイド・スクワッド』とガンの『ガーディアンズ・オブ・ギャラクシー:VOLUME 3』（2023年）から再参加した。2024年1月の撮影開始が予定された。ガンはジミー・オルセンが登場すると述べた。また、この映画のコメディにするつもりはないが、これまでのスーパーマンの映画への敬意を表しつつ、以前とは異なったものにすることを望んだ。ガンは、4月末に脚本の初稿を完成させた。5月初旬に始まった2023年アメリカ脚本家組合ストライキでは、プロダクションへの影響はないだろうと予想された。
ガンは人間らしさ、優しさ、思いやりがあり、「ハグしてあげたくなる人」なスーパーマンを演じる俳優を探していた。メインキャラクターのスーパーマン、ロイス・レインおよびレックス・ルーサーのオーディション・テープは2023年5月上旬に提出された。その月の下旬、ガンは映画のストーリーボードを制作を進めながらそれらを見始めた。この段階で、ガンは映画『Pearl』（2022年）を観て、デヴィッド・コレンスウェットの演技が印象に残った。コレンスウェットは以前からスーパーマンの役を演じる願望を示しており、彼のオーディションテープはガンが最初に見たもののうちの１つであった。コレンスウェットがスーパーマン役の最有力候補になり、6月上旬までのスクリーンテストが予定された。ジェイコブ・エロルディ、トム・ブリトニーおよびアンドリュー・リチャドソンもまた候補に上がったが、エロルディはオーディションを辞退した。パトリック・シュワルツェネッガー、アローバースシリーズの『スーパーガール』（2015-2021年）のゲスト出演者であるピアソン・フォード、アニメシリーズ『アドベンチャー・ウィズ・スーパーマン』（2023年 - ）でスーパーマンの声を務めているジャック・クエイドが、スーパーマン役のためのセルフテープを提出した。エマ・マッキー、レイチェル・ブロズナハン、サマラ・ウィーヴィングおよびフィービー・ディネヴァーがレイン役のテストをし、ディネヴァーは最終候補のうちの1人だった。ブロズナハンはスーパーマンのセリフを読む夫のジェイソン・ラルフと共にオーディション・テープを制作した。単独DC映画『THE BATMAN-ザ・バットマン-』（2022年）においてブルース・ウェイン / バットマン役の次候補であったニコラス・ホルトは、ルーサー役を上手くできるだろうと感じていたが、スーパーマンのオーディションに専念するよう自身に強く求めたため、ルーサー役に注目されていながらも、スーパーマン役オーディションの続行を選択した。ガンは、ルーサー役に既に組んだことのあるAリスト俳優を検討し、『ガーディアンズ・オブ・ギャラクシー:VOLUME 3』の俳優が候補に上がり、報道ではブラッドリー・クーパーだった。黒人俳優もまた検討されていた。ルーサーのコミック版のエイペックス・ルーサーを参照し、テストは「エイペックス」との呼称で行われた。その他のスーパーヒーロが映画の舞台に登場することが予想され、ミスター・テリフィックを演じる黒人俳優や、「Blitz」と呼ばれるキャラクターを演じるアジア系かラテン系女優のキャスティングが行われていた。
対面のスクリーンテストはガンとサフランと共にカリフォルニア州・バーバンクにあるワーナー・ブラザース・スタジオ・ロットで2023年6月中ばに行われた。俳優達は、ホルトとブロズナハン、ブリトニーとディネヴァー、コレンスウェットとマッキーの組み合わせで、ケントおよびレインのメイクアップ、衣装でテストを行った。ケントの候補者達は、スーパーマンの衣装でマッキーに対してテストを行った。テストでは、カヴィルのオリジナルのDCEUスーパーマンのスーツのうち状態の悪かった1着を使用した。ガンはブリトニーが「台無しにした」と述べ、その後、背が高すぎたコレンスウェットによって「ズタズタに引き裂かれた」。ガンはザスラヴを含む委員会の決定のためにテスト映像を編集して流し、6月27日にスーパーマン役にコレンスウェット、レイン役にブロズナハンを起用することが発表された。ガンは俳優達に個人的に連絡をとって起用を伝えており、『ツイスターズ』（2024年）を撮影中のコレンスウェットに、クリス・プラット（MCUのピーター・クイル / スター・ロード）とジョン・シナ（DCEUのクリトファー・スミス / ピースメイカー)とも同様の経験をしたことを挙げながら、映画に関わる全ての人に優しさと敬意を持って接することを条件に、スーパーマン役をオファーした。その他の役のキャスティングも続けて予定されており、企画中のチーム映画に先立ち『Superman: Legacy』で紹介される予定だったスーパーヒーローチーム・オーソリティのメンバーも含まれていた。 アレクサンダー&ビル・スカルスガルド兄弟はルーサー役でショートリスト入りしていた。ホルトが再びルーサー役に挑戦するかは不明だったが、のちにガンからルーサーを演じるよう連絡をもらい、その役により適していることに気づき引き受けた。報道によれば、ホルトは『スーパーマン』で最も高額の出演料を受け取った俳優であり、映画の成功に基づいてボーナスを得る資格があった。
映画公開日の2年前である2023年7月11日、イザベラ・メルセード、エディ・ガテギ、およびネイサン・フィリオンがそれぞれスーパーヒーローのケンドラ・サンダース / ホークガール、ミスター・テリフィック、およびガイ・ガードナー / グリーン・ランタンとして発表された。メルセードは未公開のDCEU映画『バットガール』でバーバラ・ゴードン / バットガール役のテストをしており、一方フィリオンは『ザ・スーサイド・スクワッド』でコリー・ピッツナー / T.D.K.役など、いくつかのガンの初期の映画に出演しており、以前にはいくつかのアニメーション作品で同じグリーン・ランタンであるハル・ジョーダンの声を担当していた。ガテギは他の200人以上の俳優を抑えてキャスティングされた。ルーサーを演じることに興味を示していたアンソニー・キャリガンは、翌日、スーパーヒーローのメタモルフォに起用された。ガンはこれらの俳優のうちの何名かをいくらか早い段階で選んだが、さらなる俳優契約の交渉に入る前にスーパーマンとレインのキャスティングを待っており、7月14日開始の2023年アメリカ俳優組合ストライキまで少しの時間しか残されていなかった。他のスーパーヒーロー達がスーパーマンとレインの物語をおざなりにするのではないかと懸念する反応を受け、ガンはこの2人のキャラクターが変わらず映画の焦点であり、その他の俳優は複数のDCUプロジェクトのキャストであると述べた。後に、映画に多くのキャラクターが登場するのは、クラーク・ケントの同僚とのやりとりや、スーパーマンの他のスーパーヒーロー達とのやりとりを探求し、これらの集団がキャラクターの価値観と選択にどのように影響を与えるのかを示すためだと詳細を述べた。
アメリカ脚本家組合のストライキが2023年9月に終わり、『Superman: Legacy』は2024年初頭から半ばにかけての撮影開始が予想された。DCEUでアクアマンを演じたジェイソン・モモアが翌月にこの映画かもしくは単独映画でロボを演じるよう協議されていると報じられ、のちに、原題が「Supergirl: Woman of Tomorrow」であったDCU映画『スーパーガール』（2026年）のための役としてキャスティングされた。アメリカ俳優組合のストライキが11月9日に終わり、撮影は2024年3月に開始されることが明らかになった。ガンは依然として映画は2025年7月を公開日にしていると述べた。マリア・ガブリエラ・デ・ファリアが、映画の敵のうちの1人でオーソリティのメンバーであるアンジェラ・スピカ / エンジニア役に起用されたことが11月半に明らかにされた。マディソン・ビアーは、オシェア・ジャクソン・Jrと同様、セルフテープを提出したが不合格だったと述べた。ホルトはアメリカ俳優組合のストライキ前にルーサーを演じるための話し合いに入り、11月までその役の交渉が継続され、スカイラー・ギソンドとサラ・サンパイオがそれぞれジミー・オルセンとルーサーの助手のイヴ・テシュマッカーに起用されたことが明らかになった。ガンはギソンド、サンパイオ、およびデ・ファリアがストライキ前に起用され、Mr. テリフィックとテシュマッカーの役はとりわけ難しく、多くのオーディションを必要としたと述べた。
2023年12月、将来のDCUプロジェクトに向け、DCEUの映画『ワンダーウーマン 1984』（2020年）で役を演じたペドロ・パスカルに次いで、ガンの弟のショーンがマックスウェル・ロードに起用された。このキャラクターは『Superman: Legacy』での言及が予想されたが、映画に登場するかどうかは不明だった。ジェームズ・ガンは、ルーサーを演じる契約がホルトに最終決定されたことを認め、ミリアム・ショアが『ガーディアンズ・オブ・ギャラクシー:VOLUME 3』での登場に続き、未公開の役の交渉に入った。また、ハリウッド・リポーターが『ガーディアンズ・オブ・ギャラクシー』の映画に出演したショーン・ガンとポム・クレメンティエフがキャストに含まれていると報じていたが、ジェームズ・ガンはクレメンティエフはこの映画に関わっておらず、ショーンはキャスティングされていないと明言した。映画の脚本は脚本家ストライキの前にほぼ完成していたことを付け加えた。ガンは1月にセット、特殊メイク、および視覚効果の雛形が進行中で、衣装は完成しており、ほどんどの俳優がキャスティングされたと述べた。ブロズナハンは、多くのキャストやクルーメンバーが『スーパーマン』の映画を観たりコミックを読んだりして育ったため、原作への愛情を込めて映画が作られていると述べた。月末、ミリー・オールコックがスーパーマンのいとこのカーラ・ゾー゠エル / スーパーガールに起用された。このキャラクターはDCUの単独映画『Supergirl: Woman of Tomorrow』に先立ち『Superman: Legacy』でデビューするだろうと報じられた。オールコックは1月上旬にジョージア州のアトランタにある『Superman: Legacy』のセットにて、衣装でオーディションとスクリーンテストを行った。
プリプロダクション作業が2024年2月初旬にオハイオで開始され、オハイオ州の制作奨励部門は『Superman: Legacy』の一部の撮影がクリーブランドとシンシナティで行われることを発表した。映画の総製作費3億6,380万ドルのうち、州内で3,700万ドルを費やしたとして、州の税額控除プログラムを通じて1100万ドル以上獲得しており、ガンはこの予算の正確さに異議を唱えたが、（本当であれば）史上最も予算の高いスーパーヒーロー映画のうちの1作になるはずである。後に、奨励金や税制優遇を考慮した正味製作予算は2億2500万ドルと報告された。そして2月には、バッセム・ユセフが映画に起用されたものの（報道によれば、架空の中東国首長のRumaan Harjadi役）、自身のキャラクターは脚本から取り除かれたと述べており、可能性として、これがガザ戦争を巡る2023年10月に行ったイスラエル政府への批判コメントが原因なのではないかと考えている。ガンはこれに異議を唱え、ユセフの役は脚本家組合ストライキの前に検討されたが、正式なオファーはなかったと説明しており、キャラクターはストライキの終了後かつユセフのコメントの前に取り除かれたとしている。キャストによるテーブル・リーディングは2月22日に行われ、ガンはルーサーの子分であるオーティス・バーグをガンの先の映画で小さな役を演じていたテレンス・ローズモアが演じることを明らかにした。ザスラヴは翌週に撮影が始まるだろうと述べ、ガンは映画のタイトルを『Superman (スーパーマン)』に縮めたことを発表した。脚本執筆中、「Legacy」というサブタイトルは振り返ることについてであるのに対し、映画は前を向くことについてであると感じるようになったためである。

### 撮影
主要撮影は2024年2月29日に始まり、この日はコミックにおけるスーパーマンの誕生日でもあった。孤独の要塞のシーンが、ノルウェーのスヴァールバル諸島にあるアドヴェントダーレン谷にて1週間行われた。ガンは自然の美しさ、景観、および南極大陸との類似点からスヴァールバル諸島を選び、要塞のセットを組んだ。「Genesis」のワーキングタイトルで撮影が行われた。 ヘンリー・ブラハムは、後の2本の『ガーディアンズ・オブ・ギャラクシー』の映画、『ザ・スーサイド・スクワッド』および『ザ・フラッシュ』として撮影監督に復帰した。映画全体がIMAX認証のレッド・デジタル・シネマカメラが使用された。撮影はアメリカ俳優組合ストライキの開始によって2024年1月初頭の開始から延期され、4ヶ月ほどの延期が見込まれた。特殊効果スタジオのレガシー・エフェクツが映画の操演を担当した。
3月始まりにウェンデル・ピアースがペリー・ホワイト役に起用された。ジョージア州・アトランタのトリリス・スタジオでの撮影は3月8日までに始まり、8月2日の終了が予想された。クリーヴランドとシンシナティでの撮影は4月1日から8月23日の間で37日間予定された。また、ジョージア州メイコンでも行われる予定だった。4月にはプルイット・テイラー・ヴィンスとネヴァ・ハウエルがジョナサン・ケント役に、 6月にはベック・ベネット, ミカエラ・フーヴァーおよび新人のクリストファー・マクドナルドがデイリー・プラネット社の社員・スティーブ・ロンバード、キャット・グラントおよびロン・トループ。 フーヴァーは以前にもガンのいくつかの映画に出演している。コレンスウェットとブロズナハンは共に12分のインタビューシーンを撮影し、ガンはそれを2日間で映画の10パーセントを撮影したと表現し、2人の相性の良さが「手に取るようにわかる」と強調した。1940年の映画『ヒズ・ガール・フライデー』は、 プレストン・スタージェスの作品にインスパイアされた「憧れのロマンス 」とウィットに富んだコメディのある2人の関係を 「対等な相手」として描く上で大きな参考文献となっている。DCUのアニメシリーズ『クリーチャー・コマンドーズ』（2024年 – ）のキャラクター達が映画に登場すると予想され、ガンとサフランはDCUのアニメーションと実写作品で同じ俳優によって演じられることを目指しており、フランク・グリロがシリーズからリック・フラッグ役を再演しているセット写真が明らかにされた。
プロダクションは6月14日にオハイオ州の北東部に移動し、オハイオ州メンターのヘッドランズ・ビーチ州立公園で撮影が行われた。6週間は一貫してクリーヴランドでの撮影が行われ、6月24日にクリーヴランドの中心部での撮影を開始。オンタリオの通り、グレーハウンドのバス乗り場、公共広場、デトロイト・スーペリアブリッジ、PNCセンター、プログレッシブ・フィールド、およびクリーヴランド・アーケードなどの場所でも撮影が行われた。 ハンティントン・ビル、キー・タワーおよびソルジャーズ・アンド・セーラーズ・モニュメントの外観のショットは公共広場で撮影された。リーダー・ビルの外観はデイリー・プラネットの本社として使用され、キー・タワーはスタッグ・エンタープライズとして使用された。クリーヴランドでの撮影は7月16日に終了し、ガンは数週間の撮影が残されていると述べた。プロダクションはシンシナティに7月18日までに移動し、シンシナティ駅にあるシンシナティ・ミュージアム・センターとライトル・トンネルで行われた。7月30日に撮影終了。

### ポストプロダクション
2024年8月、ショーン・ガンがマックスウェル・ロード役で出演することが確認された。その翌月、『クリーチャー・コマンドス』で複数のキャラクターの声を担当していたアラン・テュディックが映画に出演することが明らかになり、テュディックはスーパーマンのロボット「4号」の声を担当している。ウェイドがクリプトが登場することを明らかにし、10月にガンが正式に認めた。このキャラクターの表現は、『スーパーマン』執筆を始めて間もない頃に迎えたガンの愛犬・オズにインスパイアされたものだと説明し、オズは最初「控えめに言っても問題児で…『うわぁ、もしオズにスーパーパワーがあったら人生どんなに大変だろう』と考えたのを覚えている。それでクリプトが脚本に加わり、ストーリーの形を変えた。」と述べた。
ガンは12月初めに試写会を開始した。その後間もなく1日半の個別のピックアップ撮影がロサンゼルスで行われる予定だったが、ガンはこれを再撮影というよりは「映画をより良くする」ためだと述べた。2025年1月にはオールコックが映画に登場することが確認された。5月末までにアトランタで3日間のピックアップ撮影が行われ、6月5日にガンは映画が完成し、ピクチャーロックを受け取ったと述べた。その月の後半、マイケル・ルーカーとクレメンティエフが2体のスーパーマンロボットの声を務めること、並びにスーパーマンのクリプトン人の両親であるジョー＝エルとララ・ロー＝ヴァン役をクーパーとアンジェラ・サラフィアンが務めることが確認された。ウィリアム・ホイとクレイグ・アルパートはそれぞれDC映画『ザ・バットマン』と『ビートルジュース・ビートルジュース』に着手した後、共同で映画の編集を務めた。視覚効果スーパーバイザーのステファン・セレッティ等、『ガーディアンズ・オブ・ギャラクシー:VOLUME 3』の視覚効果チームの多くが『スーパーマン』にてガンと共に復帰した。視覚効果はフレームストア、インダストリアル・ライト&マジック（ILM）およびWētā FXが提供した。